# Felix the Cat: The Movie
Felix the Cat: The Movie (en español El gato Félix: La película) es la primera película de animación de New World Pictures, basada en el personaje del mismo nombre, estrenada el 30 de septiembre de 1988.

## Resumen
En el Reino de Oriana, la princesa Oriana, gobernante del reino, ha sido informado por una perla adivino local que su malvado tío, el Duke de Zill, está invadiendo el reino. Para contrarrestar la amenaza del Duke, Oriana y Pearl descienden en la caverna debajo del castillo e intenta utilizar un dispositivo antiguo llamado el "Dimensporter" con el fin de escapar a otra dimensión y encontrar un héroe para salvar el reino. Sin embargo, son capturados por el ejército robótico de la Duke y encarcelados, mientras que el propio Duke hace con el control del reino. Cuando la princesa es llevado por robots "Cilindro" del Duke, se derrama una lágrima mágica, que vuela en el Dimensporter en su lugar y se transporta a la dimensión de Félix, donde el felino epónimo está tomando una siesta debajo de un árbol de palma cuando la lágrima lo encuentra. El desgarro se despierta y lo guía a una mina de oro abandonada, donde se encuentra la Dimensporter. Felix, con su bolsa mágica de trucos, pronto es transportado al Reino de Oriana.
Mientras tanto, el némesis de Félix, El profesor, y su sobrino Poindexter, que lo había estado espiando, siga Felix a Oriana con la esperanza de atrapar Félix y el robo de su bolsa mágica. Una vez en Oriana, la lágrima dice Félix que no le puede guiar más allá y se desvanece. Félix se pierde y posteriormente termina en un pantano en la Tierra de Zill. Allí conoce a Pim, que se ofrece para guiarlo, pero más tarde Pim traiciona Félix y lo entrega a la carencia Lizardi, el dueño de un circo local y un lacayo del duque. A sugerencia de Pim, Wack confisca la bolsa de Félix y le pone a trabajar como intérprete, siendo encerrado Felix en una celda antes y después de cada espectáculo.
Con el tiempo, Felix logra escaparse de su celda y se reúne con la princesa, que está encarcelada en una celda adyacente. Ella le explica a Félix sobre la conquista del Duke de su reino, con quien se revela en realidad es su tío. En el pasado, el duque era un científico que no estaba de acuerdo con las opiniones pacifistas llevó a cabo el reino. Después que un accidente de laboratorio le dejase desfigurado, reconstruyó su cuerpo en una cáscara mecánica. Por tratar de apoderarse de los secretos reales de la alta tecnología de sus antepasados, fue desterrado a la Tierra de Zill. Se planificó una venganza, ganando por su parte la lealtad de las extrañas criaturas de Zill, construyó un ejército robótico y tomó por la fuerza Oriana. No contento con ser simplemente gobernante de Oriana, continuó sus esfuerzos para encontrar los secretos reales contenidas en el "Libro de Ultimate Power", que la princesa se ha negado a revelar la ubicación de. Félix se escapa con la princesa usando su bolsa mágica para volar en medio de una actuación en el escenario. Felix, Oriana, y una Pim reformada partieron hacia el reino de Oriana, finalmente se unió por el Profesor y Poindexter después de que dejan de robar el bolso de Félix.
Los héroes se infiltran en el castillo, pero son rápidamente sometidos y capturados por el ejército del Duke. El Duke fuerzas Oriana para revelar la ubicación del libro de Ultimate Power a él por amenazar de muerte a Félix y los otros, sino en su obtención, descubre su contenido es de ninguna utilidad para él. Enfurecido, el Duke desata su última creación, Cilindro maestro, para destruir a los héroes. Sin embargo, Felix lanza el libro en el Cilindro maestro, haciendo que un cortocircuito y se descomponen, que a su vez se apaga el resto de los cilindros. Con su ejército ha ido, el Duke se desvanece, jurando regresar. El reino salvado, Oriana transporta Felix, el Profesor y Poindexter casa con el Dimensporter.

## Elenco

### En los Estados Unidos
- David Kolin - El Gato Félix
- Peter Newman - El Duke de Zill /  Wack Lizardi /Pim
- Chris Phillips - El Profesor
- Alice Playten - Poindexter
- Frank Welker - Los Cilinders de Zill / El Mestre Cilinder
- Maureen O'Connell - Oriana
- Jim Cummings - Los Dos Mizzards
- Maurice LaMarche - El Grandpher
- Mark Hamill - Monstruo 1 / Monstruo 2
- Susan Montanaro - voz
- Christian Schneider - voz
- Michael Fremer - voz

## Banda sonora
1. Sly as a Fox
2. Together Again
3. All You Need is Friends
4. The Duke of Zill
5. Mizzard Shuffle
6. Face to the Wind (The Princess Song)
7. Something More Than Friends
8. End Credits (Instrumental) by Buddy Baker

- Datos: Q2068444